# Aloina
Aloina (deutsch Aloemoos) ist eine Gattung von akrokarpen Laubmoosen aus der Familie Pottiaceae.

## Merkmale
Die kleinen, aufrechten Pflanzen sind nur bis um 2,5 Millimeter groß und wachsen herdenweise auf kalkhaltigen Böden. Die lanzettlichen, zungenförmigen, eiförmigen oder fast kreisrunden Blätter sind rosettenförmig angeordnet, dunkelgrün bis rötlichbraun, starr, dick und fleischig. Feucht sind sie aufrecht bis abstehend, trocken eingekrümmt. Der Blattgrund ist scheidig, die Ränder sind ganzrandig oder oben gezähnelt und stark eingebogen. Die Blattspitze ist stumpf, kapuzenförmig oder stachelspitzig. Die breite Blattrippe reicht bis zur Blattspitze und ist auf der Oberseite (ventral) mit grünen Zellfäden besetzt. Die Blattzellen sind überall glatt, unten rechteckig, hyalin und dünnwandig, oben rundlich quadratisch oder querbreit und dickwandig.
Die Seta ist aufrecht und verlängert, die Sporenkapsel ist ellipsoidisch bis zylindrisch, aufrecht bis geneigt und gerade oder gekrümmt. Das Peristom besteht aus 32 fadenförmigen, papillösen, oft spiralig gewundenen Zähnen. Der Kapseldeckel ist kegelförmig, die Kalyptra kapuzenförmig.

## Arten
Die weltweite Artenanzahl wird nach verschiedenen Quellen mit 9 bis 17 angegeben.
In Deutschland, Österreich und der Schweiz sind die folgenden Arten vertreten:
- Aloina aloides
- Aloina ambigua
- Aloina brevirostris
- Aloina obliquifolia
- Aloina rigida